# بولارد (تكساس)
بولارد (بالإنجليزية: Bullard)‏ هي مدينة أمريكية تقع في ولاية تكساس.تبلغ مساحة هذه المدينة 3.7 (كم²)،ويبلغ عدد سكانها 1562 نسمة حسب إحصاء سنة 2010 م. تشير إحصاءات سنة 2000م بأن الكثافة السكانية في هذه المدينة تقدر بـ(313.4) نسمة/كم2.

## التركيبة السكانية
حدّد مكتب تعداد الولايات المتحدة بيانات التركيبة السكانية لبولارد في تعداد الولايات المتحدة. في ما يلي، التركيبة السكانية حسب تعدادي 2000 و2010.

### تعداد عام 2000
بلغ عدد سكان بولارد 1,150 نسمة بحسب تعداد عام 2000، وبلغ عدد الأسر 429 أسرة وعدد العائلات 327 عائلة مقيمة في البلدة. في حين سجلت الكثافة السكانية 132.3 نسمة لكل كيلومتر مربع (342.7/ميل2). وبلغ عدد الوحدات السكنية 464 وحدة بمتوسط كثافة قدره 53.4 لكل كيلومتر مربع (138.3/ميل2).
وتوزع التركيب العرقي للبلدة بنسبة 95.65% من البيض و1.48% من الأمريكيين الأفارقة و0.35% من الأمريكيين الأصليين و0.52% من الأمريكيين ذوي الأصول الآسيوية و1.13% من الأعراق الأخرى و0.87% من عرقين مختلطين أو أكثر و1.30% من الهسبانيون أو اللاتينيون من أي عرق.
بلغ عدد الأسر 429 أسرة كانت نسبة 47.1% منها لديها أطفال تحت سن الثامنة عشر تعيش معهم، وبلغت نسبة الأزواج القاطنين مع بعضهم البعض 59.2% من أصل المجموع الكلي للأسر، ونسبة 14.2% من الأسر كان لديها معيلات من الإناث دون وجود شريك، بينما كانت نسبة 2.8% من الأسر لديها معيلون من الذكور دون وجود شريكة وكانت نسبة 23.8% من غير العائلات. تألفت نسبة 22.4% من أصل جميع الأسر من عدة أفراد يعيشون في نفس المنزل ونسبة 11.4% كانت تتألف من شخص يعيش بمفرده يبلغ من العمر 65 عاماً أو أكثر. وبلغ متوسط حجم الأسرة المعيشية 2.68، أما متوسط حجم العائلات فبلغ 3.15.
بلغ العمر الوسطي للسكان 33.2 عاماً. وكانت نسبة 30.7% من القاطنين تحت سن الثامنة عشر، وكانت نسبة 7.6% بين الثامنة عشر والرابعة والعشرين عاماً، ونسبة 31.2% كانت واقعةً في الفئة العمرية ما بين الخامسة والعشرين والرابعة والأربعين عاماً، ونسبة 21% كانت ما بين الخامسة والأربعين والرابعة والستين، ونسبة 9.5% كانت ضمن فئة الخامسة والستين عاماً فما فوق. يوجد لكل 100 أنثى 84.3 ذكر، ويوجد لكل 100 أنثى في الثامنة عشر من عمرها فما فوق 80.3 ذكر.
بلغ متوسط دخل الأسرة في البلدة 56,250 دولارًا، أما متوسط دخل العائلة فبلغ 56,875 دولارًا. وكان متوسط دخل الذكور 29,375 دولارًا مقابل 28,750 دولارًا للإناث. وسجل دخل الفرد الخاص بالبلدة 22,684 دولارًا. وكانت نسبة 0% من العائلات ونسبة 4% من السكان تحت خط الفقر، وكان من هؤلاء نسبة 0% تحت سن الثامنة عشر ونسبة 40% في الخامسة والستين من العمر وما فوق.

### تعداد عام 2010
بلغ عدد سكان بولارد 2,463 نسمة بحسب تعداد عام 2010، وبلغ عدد الأسر 846 أسرة وعدد العائلات 666 عائلة مقيمة في البلدة. في حين سجلت الكثافة السكانية 283.4 نسمة لكل كيلومتر مربع (734.0/ميل2). وبلغ عدد الوحدات السكنية 901 وحدة بمتوسط كثافة قدره 103.7 لكل كيلومتر مربع (268.6/ميل2).
وتوزع التركيب العرقي للبلدة بنسبة 90.62% من البيض و3.21% من الأمريكيين الأفارقة و1.10% من الأمريكيين الأصليين و0.49% من الأمريكيين ذوي الأصول الآسيوية و3.41% من الأعراق الأخرى و1.18% من عرقين مختلطين أو أكثر و7.39% من الهسبانيون أو اللاتينيون من أي عرق.
بلغ عدد الأسر 846 أسرة كانت نسبة 50.5% منها لديها أطفال تحت سن الثامنة عشر تعيش معهم، وبلغت نسبة الأزواج القاطنين مع بعضهم البعض 61.9% من أصل المجموع الكلي للأسر، ونسبة 12.9% من الأسر كان لديها معيلات من الإناث دون وجود شريك، بينما كانت نسبة 3.9% من الأسر لديها معيلون من الذكور دون وجود شريكة وكانت نسبة 21.3% من غير العائلات. تألفت نسبة 19% من أصل جميع الأسر من عدة أفراد يعيشون في نفس المنزل ونسبة 8.5% كانت تتألف من شخص يعيش بمفرده يبلغ من العمر 65 عاماً أو أكثر. وبلغ متوسط حجم الأسرة المعيشية 2.91، أما متوسط حجم العائلات فبلغ 3.34.
بلغ العمر الوسطي للسكان 33.6 عاماً. وكانت نسبة 34% من القاطنين تحت سن الثامنة عشر، وكانت نسبة 5.9% بين الثامنة عشر والرابعة والعشرين عاماً، ونسبة 29.3% كانت واقعةً في الفئة العمرية ما بين الخامسة والعشرين والرابعة والأربعين عاماً، ونسبة 22.1% كانت ما بين الخامسة والأربعين والرابعة والستين، ونسبة 8.7% كانت ضمن فئة الخامسة والستين عاماً فما فوق. وتوزع التركيب الجنسي للسكان بنسبة 47.6% ذكور و52.4% إناث.